# Windecker YE-5
Windecker YE-5A là một loại máy bay thử nghiệm của Không quân Hoa Kỳ.

## Tính năng kỹ chiến thuật (YE-5A)
Đặc điểm tổng quát
- Tổ lái: 1
- Chiều dài: 28 ft 8 in (8,7 m)
- Sải cánh: 32 ft (9,8 m)
- Chiều cao: 9 ft 6 in (2,9 m)
- Diện tích cánh: ft² (m²)
- Trọng lượng rỗng: 2.150 lb (975 kg)
- Trọng lượng có tải: 3.400 lb (1.500 kg)
- Trọng lượng cất cánh tối đa: lb (kg)
- Động cơ: 1 × Lycoming I0-540-G, 290 hp (216 kW)

 Hiệu suất bay 
- Vận tốc cực đại: 210 mph (338 km/h)
- Vận tốc hành trình: 204 mph 75% công suất (328 km/h)
- Thất tốc: 66 mph cánh tà hạ (106 km/h)
- Tầm bay: 1.100 dặm (1.770 km)
- Trần bay: 8.000 ft (5.500 m)
- Vận tốc leo cao: 1.220 ft/phút (6 m/s)
- Tải trên cánh: 19,3 lb/ft² (kg/m²)
- Công suất/trọng lượng: 0,09 hp/lb (0,14 kW/kg)